# Атлантис (Флорида)
Атлантис (англ. Atlantis) — місто (англ. city) в США, в окрузі Палм-Біч штату Флорида. Населення — 2142 особи (2020).

## Географія
Атлантис розташований за координатами 26°35′50″ пн. ш. 80°6′14″ зх. д. / 26.59722° пн. ш. 80.10389° зх. д. (26.597342, -80.103870).  За даними Бюро перепису населення США в 2010 році місто мало площу 3,72 км², з яких 3,61 км² — суходіл та 0,12 км² — водойми.

## Демографія
Згідно з переписом 2010 року, у місті мешкало 2005 осіб у 983 домогосподарствах у складі 617 родин. Густота населення становила 538 осіб/км².  Було 1232 помешкання (331/км²).
Расовий склад населення:
| - 95,3 % — білих - 2,4 % — азіатів - 1,3 % — чорних або афроамериканців |

До двох чи більше рас належало 0,7 %. Частка іспаномовних становила 7,4 % від усіх жителів.
За віковим діапазоном населення розподілялося таким чином: 12,1 % — особи молодші 18 років, 42,4 % — особи у віці 18—64 років, 45,5 % — особи у віці 65 років та старші. Медіана віку мешканця становила 62,5 року. На 100 осіб жіночої статі у місті припадало 84,8 чоловіків;  на 100 жінок у віці від 18 років та старших — 83,4 чоловіків також старших 18 років.
Середній дохід на одне домашнє господарство  становив 130 464 долари США (медіана — 76 000), а середній дохід на одну сім'ю — 159 447 доларів (медіана — 91 354). Медіана доходів становила 80 833 долари для чоловіків та 52 875 доларів для жінок. За межею бідності перебувало 6,1 % осіб, у тому числі 5,4 % дітей у віці до 18 років та 4,5 % осіб у віці 65 років та старших.
Цивільне працевлаштоване населення становило 786 осіб. Основні галузі зайнятості: освіта, охорона здоров'я та соціальна допомога — 23,3 %, фінанси, страхування та нерухомість — 20,5 %, науковці, спеціалісти, менеджери — 12,8 %, мистецтво, розваги та відпочинок — 10,7 %.